# Murray Leinster
Murray Leinster, właśc. William Fitzgerald Jenkins (ur. 1896, zm. 1975) – amerykański autor fantastyki, specjalizujący się w gatunku historii alternatywnej. Na cześć jego opowiadania Sidewise in Time nazwano nagrodę Sidewise Award for Alternate History.
Autor kilkudziesięciu książek, ponad tysiąca opowiadań i artykułów, czternastu scenariuszy filmowych i setek scenariuszy radiowych i telewizyjnych.

## Nagrody
- Hugo Award (1956) za Exploration Team
- Hugo Retro (1996) za First Contact